# Derzhavin (cráter)

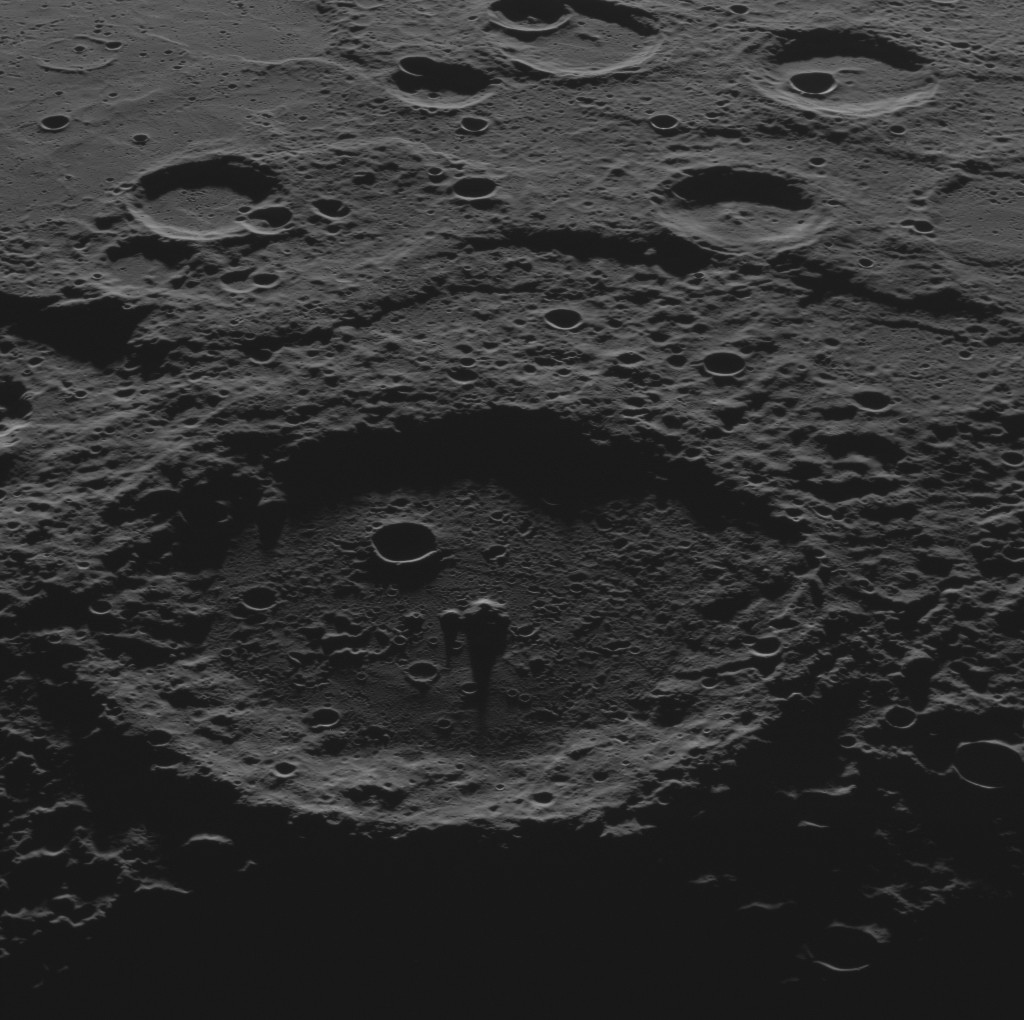

Derzhavin es un cráter de impacto de 156 km de diámetro del planeta Mercurio. Debe su nombre al poeta ruso  Gavrila Derzhavin (1743-1816), y su nombre fue aprobado por la  Unión Astronómica Internacional en 1979.